# Barrel Murder
Barrel Murder (am: Fass- bzw. Tonnenmord) bezeichnet einen Modus Operandi bei der Ermordung von Personen, insbesondere in der Frühphase der Bildung der La Cosa Nostra in den USA ab 1870, bei welcher die Leiche mittels eines Fasses bzw. einer Tonne beseitigt wird.

## Geschichte

### Erste Fälle
Der erste bekannte Fall wurde in New Orleans registriert und offenbar von später als Provenzano-Familie klassifizierten Mobstern sizilianischer Herkunft verübt. Der früheste Mord in New York City wurde 1895 registriert und ein weiterer folgte 1900.
Die Opfer dieser Methode waren italienische Emigranten, die erschossen, erdrosselt oder erstochen worden waren und dann mittels einer Tonne oder eines Fasses am Straßenrand abgestellt worden waren. Alternativ wurden die Fässer sogar als Fracht aufgegeben und an nicht existierende Adressen anderer Städte versendet.

### Benedetto Madonia
Am 14. April 1903 wurde Benedetto Madonia an der 743 East 11th Street – nicht weit von der Ecke Avenue D – tot aufgefunden. Die Leiche war in ein Fass (engl.: „Barrel“) gesteckt worden, weshalb dieser Fall auf Grund seiner unappetitlichen Umstände (Madonia war erstochen und sein Geschlechtsteil befand sich in seinem Mund) als „Barrel Murder“ bekannt wurde.
Es wurde der berüchtigtste Barrel-Fall, da er im Zusammenhang mit der Verteilung von Falschgeld durch Giuseppe „Peter“ Morello und dessen Schwager Ignazio Saietta mit seiner Black Hand Gang stand, bei der es offenbar zu Streitigkeiten bei der Gewinnverteilung gekommen war.
Der Fall wurde schnell als „Barrel Murder“  bekannt und berüchtigt. Die New Yorker Polizei verhaftete neun Verdächtige: Peter Morello, Ignazio Saietta, Giuseppe Fontano, Tony Genoa, Giuseppe Favarro, Giovanni Pecoraro, Vito Lo Baido, Vito Cascio Ferro und Tomasso Petto.
Nebenbei wurde durch den italo-amerikanischen Polizisten Joe Petrosino entdeckt, dass Vito Cascio Ferro und ein weiterer Verdächtiger, Paulo Marchese, der sich als Paul Di Cristina ausgegeben hatte, illegal in die USA eingereist waren. Bevor sie jedoch abgeschoben werden konnten, flüchteten beide nach New Jersey.
Schließlich gelang Joe Petrosino auch die Identifizierung der Leiche. Petrosino befragte den in Sing Sing einsitzenden Giuseppe De Primo, der auf einem Foto seinen Schwager Benedetto Madonia wiedererkannte. Außerdem gab er zu, dass er und sein Schwager an einer Falschgeldverteilung beteiligt gewesen seien und sein Schwager den Auftrag hatte, sein Eigentum von Peter Morello zurückzuholen.
Der mit 18 Messerstichen getötete Madonia war zuletzt lebend gesehen worden, als er Peter Morellos Laden betreten hatte. Außerdem konnte das verwendete Zuckerfass der Firma Wallace & Thompson zugeordnet werden. Diese hatte nur einen sizilianischen Kunden: Peter Inzerillo, der ein Mitglied der Gruppe um Peter Morello war. Außerdem waren in den Sägespänen am Boden des Fasses Zigarrenstummel gefunden worden, die der bevorzugten Marke Peter Morellos entsprachen.
Als auch noch die Armbanduhr des Toten in einem Pfandhaus sichergestellt werden konnte, welche dort von Tomasso Petto abgegeben worden war, der ebenfalls zum Umfeld Peter Morellos gehörte, war der Fall inhaltlich im Prinzip aufgeklärt. Zu einer Verurteilung kam es jedoch nicht. Vor Gericht hielten sich alle Zeugen an die Omertà und auch De Primo machte nun keine verwertbare Aussage mehr.

### Weitere Fälle
- 1971: Der zur Kosher Nostra gehörende Mobster Philip Kovolick wurde tot in einem Stahlfaß am Grund eines Sees in einer Felsenspalte in Florida gefunden.
- 1975: Als Jimmy Hoffa, der Gewerkschaftsführer der Teamsters, spurlos verschwand, wurde in den sich anschließenden Spekulationen auch auf die Verwendung eines Fasses verwiesen, mit dem dieser zumindest vom Tatort entfernt worden sei.
- 1976: Johnny Roselli – Mobster des Chicago Outfit – wurde tot in einem Ölfass (55 Gallonen) vor der Küste Floridas aufgefunden.[4]
- 1984: Cesare Bonventre; der Caporegime wurde nach seiner Ermordung derartig zerstückelt, dass die Forensiker drei Monate zur Identifizierung brauchten, nachdem die Fässer mit seinen Leichenteilen gefunden worden waren.
- 1984: Karl-Hinrich „Charly“ Lienau, Diskobetreiber des „Jingle“ in Pinneberg, Drogenhändler und Zuhälter, wird im Zusammenhang der Auseinandersetzung G.M.B.H. und Nutella-Bande um die Macht auf der Reeperbahn in Hamburg mit drei Schüssen getötet und in ein Ölfass betoniert, welches später im Osterbekkanal aufgetrieben aufgefunden wurde.[5]
- 2022: Der Lake Mead in der Nähe von Las Vegas gab – auf Grund seines tendenziell sinkenden Wasserstandes in Kombination mit einer Hitzewelle – menschliche Überreste frei. Der Verdacht liegt nahe, dass es sich hier um Opfer der US-amerikanischen Mafia handeln könnte; insbesondere aus den  1970er- und 1980er-Jahren. Bisher wurden fünf Leichen und auch Schusswaffen entdeckt; die erste befand sich in einem Fass und weist eine Schusswunde auf.[6][7]